# Noyelles-Godault
Noyelles-Godault is een gemeente in het Franse departement Pas-de-Calais (regio Hauts-de-France). De plaats maakt deel uit van het arrondissement Lens. Noyelles-Godault telde op 1 januari 2022 5.949 inwoners.

## Geografie
De oppervlakte van Noyelles-Godault bedroeg op 1 januari 2022 5,45 vierkante kilometer; de bevolkingsdichtheid was toen 1.091,6 inwoners per km².

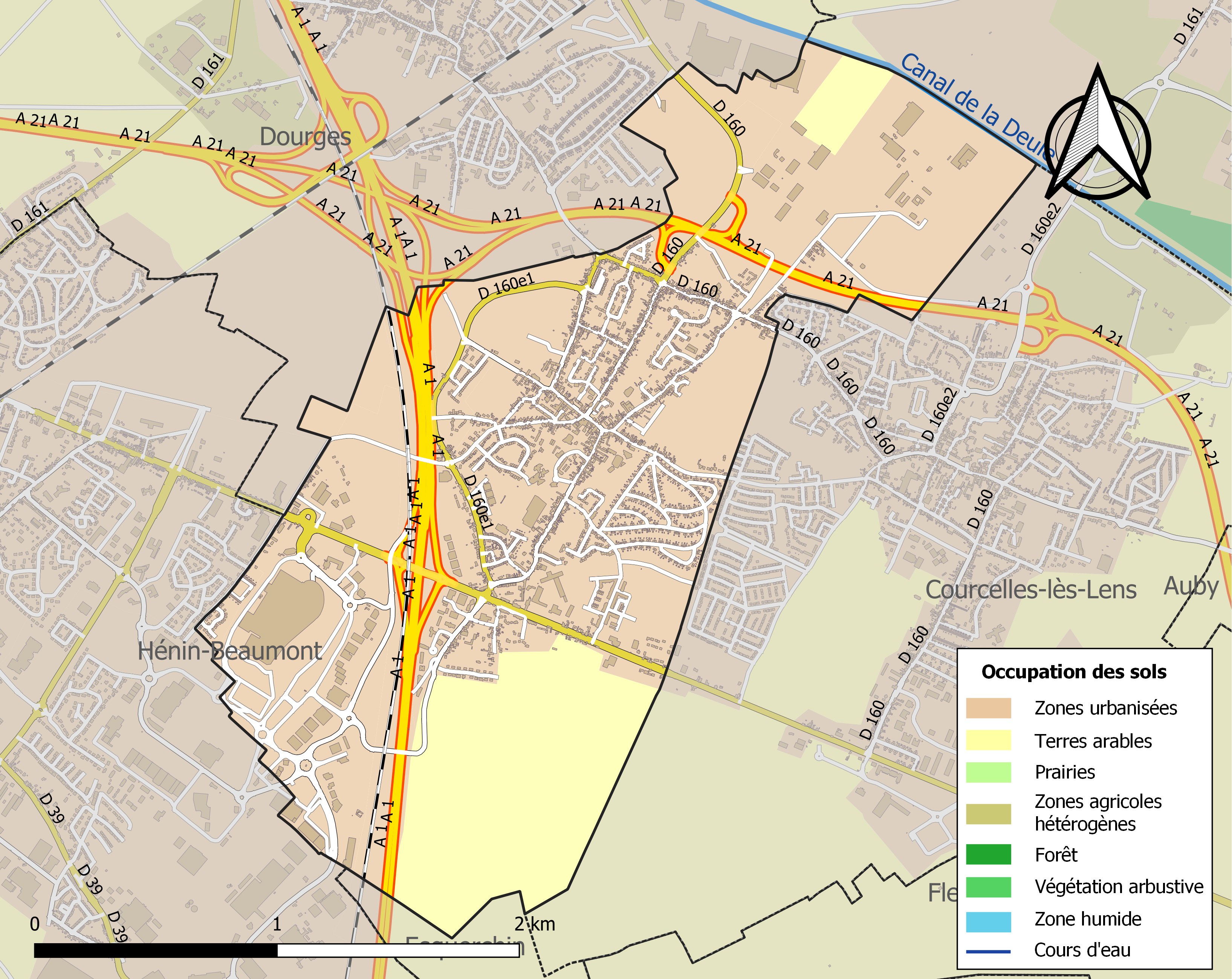
Kaart van de gemeente met belangrijkste infrastructuur, bodemgebruik en omliggende gemeenten

## Demografie
Onderstaande figuur toont het verloop van het inwonertal (bron: INSEE-tellingen).

## Geboren in Noyelles-Godault
- Maurice Thorez (1900-1964), communistisch politicus